# Samara
Samara (rusky Самара), v letech 1935 až 1991 Kujbyšev (Ку́йбышев), je město v evropské části Ruské federace na levém břehu řeky Volhy. Žije zde přibližně 1,16 milionu obyvatel, je tak šestým největším městem Ruska. Je správním střediskem Samarské oblasti. V Samaře se nacházejí důležité strojírenské podniky a v sovětském období byla ze strategických důvodů uzavřeným městem.

## Historie
Město bylo založeno v roce 1586 jako pevnost proti nájezdům Tatarů. V roce 1688 se stala městem, roku 1851 se stala sídlem gubernie. V druhé polovině 19. století byla v Samaře zprovozněna železnice, což odstartovalo prudký růst (mezi lety 1866 a 1897 o 30 000 lidí). V ruské občanské válce, která vypukla krátce po bolševické revoluci, byla Samara centrem protibolševických sil. V červnu 1918 dobyli město z rukou bolševiků českoslovenští legionáři a na Samarském mostě získali další legionářský obrněný vlak, populární „Orlík“. Od roku 1935 nesla Samara název Kujbyšev po sovětském politikovi Valerianu Kujbyševovi. Za Velké vlastenecké války sem byly přestěhovány některé úřady z Moskvy z obav z postupu německých vojsk a dobytí hlavního města.
Od roku 2013 stojí ve městě socha Švejka, postavy z literárního díla Jaroslava Haška nazvaného Osudy dobrého vojáka Švejka za světové války.

## Průmysl
Průmyslový význam Samary je velký. Je zde mj. konstrukční kancelář a výrobní závod CSKB-Progress, který v 50. a 60. létech 20. století vyráběl sovětské mezikontinentální balistické rakety první generace R-7 a R-7A; dnes je výrobcem nosných raket typů Sojuz a Molnija. Proto byla Samara za dob studené války pro cizince uzavřeným městem, aby byla chráněna před případnými špióny. Dalším velmi významným odvětvím je automobilový průmysl; v nedalekém Togliatti sídlí závod AVTO-VAZ, jinými názvy také Žiguli nebo Lada, který se snaží dostat ze špatné hospodářské situace, která závod sužuje už od pádu SSSR. Potom jsou v Samaře také strojírenské závody (Alcoa) a chemické závody nedávno zkrachovalého Jukosu.

## Doprava

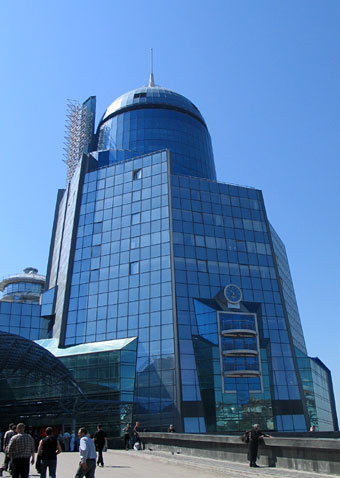
Nová budova samarského hlavního nádraží

Samara disponuje mezinárodním letištěm Kurumoč a říčním přístavem na Volze. Zároveň je železničním uzlem a sídlem Kujbyševské dráhy, jedné z regionálních organizací RŽD. Příměstskou dopravu (např. spojení s městem Togliatti) zajišťuje dceřiná společnost Samaratransprigorod. Zdejší nádraží bylo roku 2001 přestavěno a vznikla zde prosklená nádražní hala, s výškou 100 m jedna z nejvyšších v Evropě.
Městská hromadná doprava zahrnuje maršrutky, autobusy, trolejbusy, tramvaje (viz článek) a od roku 1987 také jednu linku metra.

## Kultura

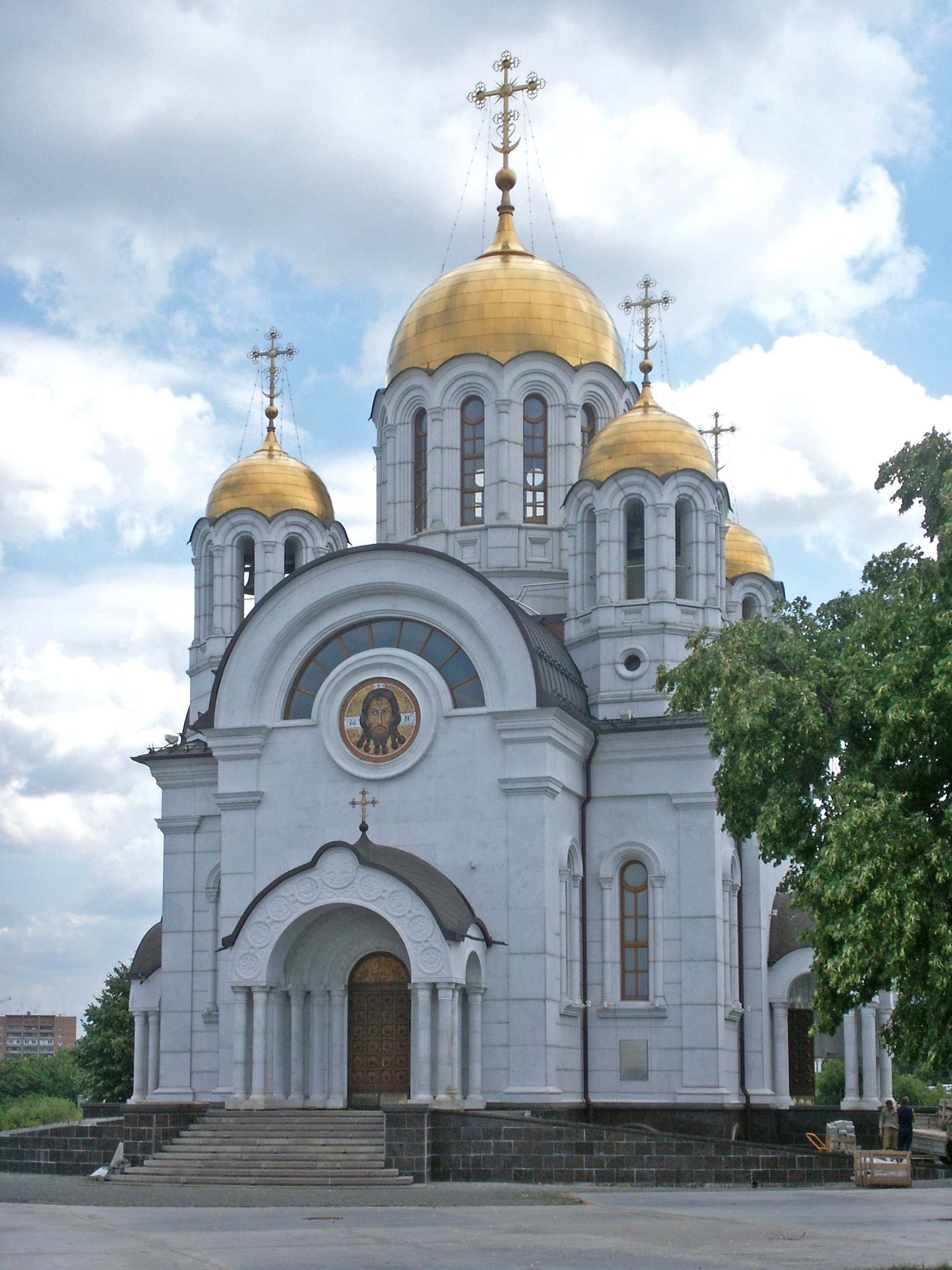
Chrám sv. Jiří

Samara je v Rusku známá také svým divadlem a operou. Divadlo Maxima Gorkého se objevuje téměř na všech samarských pohlednicích. Samarská opera se nachází na hlavním samarském náměstí – nám. Kujbyševa, je postavena v socialisticko-realistickém slohu. Za Velké vlastenecké války sem bylo z obležené Moskvy přestěhováno Velké divadlo. V roce 1942 zde poprvé zazněly tóny 7. symfonie D. Šostakoviče (který zde za druhé světové války pobýval), věnované Leningradu.
V Samaře je velké množství zajímavých památek.
S městem je spojena i postava Jaroslava Haška. Na domě v Kujbyševově ulici, kde bydlel až do dobytí města legionáři (Hašek bojoval na straně rudých) má spisovatel pamětní desku, nedaleko na křižovatce s Někrasovskou ulicí stojí socha Švejka se psem a pivním soudkem.
Ze Samary pochází i ruská drum'n'bassová dvojice Stim axel.

## Náboženství
Převládajícím náboženstvím v Samaře je pravoslavné křesťanství. V posledních letech se po celém městě staví velké množství pravoslavných kostelů. Mezi nejhezčí patří chrám sv. Jiří, postavený v roce 2000. V Samaře však najdeme i chrámy luteránské, protestantské, katolické nebo baptistické. Samaře nechybí ani rozlehlá synagoga, která v roce 2008 oslaví svoje sté narozeniny.
Díky těsnému sousedství s Tatarstánem je zde zastoupen i islám. V roce 1999 byla slavnostně otevřena relativně velká samarská mešita (s 60 m vysokým minaretem), rozlohou 1200 m². Pojme až 1000 věřících.

## Rodáci
- Dmitrij Ustinov (1908–1984), sovětský politik, maršál Sovětského svazu, od roku 1976 až do své smrti ministr obrany Sovětského svazu
- Vladimír Železný (* 1945), český žurnalista, podnikatel a politik
- Dmitrij Muratov (* 1961), ruský novinář, spoluzakladatel a šéfredaktor opozičních novin Novaja gazeta, nositel Nobelovy ceny za mír za rok 2021
- Mark Fejgin (* 1971), ruský aktivista za lidská práva a právník, obhájce řady osobností ruské opozice
- Pavel Suchov (* 1988), ruský sportovní šermíř
- Semjon Varlamov (* 1988), ruský hokejový brankář
- Anastasija Pavljučenkovová (* 1991), ruská tenistka, olympijská vítězka ve smíšené čtyřhře ze LOH 2020

## Partnerská města
- Čeng-čou, Čína (2002)
- Denizli, Turecko (2008)
- Dnipro, Ukrajina (2001)
- Homel, Bělorusko (2000)
- Krimml, Rakousko (2010)
- Palermo, Itálie (2002)
- St. Louis, Spojené státy americké (1994)
- Stara Zagora, Bulharsko (1992)
- Stuttgart, Německo (1992)
- Tchongjong, Jižní Korea (2015)
- Vitebsk, Bělorusko (2001)